# بين هنري
بين هنري (بالإنجليزية: Ben Henry)‏ هو لاعب دوري الرغبي نيوزيلندي، ولد في 14 ديسمبر 1991 في أوكلاند في نيوزيلندا.